# 萨塞克斯径24号
萨塞克斯径24号（英語：24 Sussex Drive；法語：。原称Gorffwysfa，是威尔士语“休憩之地”或“安息所”之意）是加拿大总理的官邸，位于加拿大安大略省渥太华的修適士徑上。

## 使用
不同于唐寧街10號或白宫，萨塞克斯径24号只作为总理的住所，而总理的办公地点在国会山庄旁的总理和枢密院办公室大楼内。
由于房屋状况不佳，幼年曾住在这里的賈斯汀·杜魯多在2015年自己成为总理后没有迁入，并表示在整个总理任期内都不会回到这里。

## 建筑
1950年该屋曾翻新过一次，此后就很少有对其的维护花费，导致房内部件逐渐耗损和过时。2008年，加拿大审计长在报告中估计需要花费1000万加币进行12到15个月的完全翻修。国家首都委员会正在制定大修计划，并估计需要约18个月施工时间。
也有人支持将这栋房子拆除并重建。